# Fort McPherson (Nebraska)
Fort McPherson (Nebraska) var en amerikansk militærstation i Lincoln County, Nebraska, fra september 1863 til 1880. Bygget 700 meter syd for Platte River:33  og 25 kilometer øst for sammenløbet af North – og South Platte River:32  lå fortet i amerikansk territorium afstået af pawnee stammen den 9. oktober 1833.:416  Fortets mandskab skulle bl.a. hjælpe emigranterne på Oregon Trail (Great Platte River Road):46  samt beskytte arbejderne på Union Pacific Railroad, der lagde skinner langs flodens nordbred midt i 1860erne.:87  Togstationen McPherson blev bygget 10 km borte.:33  Derudover var fortet aktivt under visse af indianerkrigene.:87 
Ingen af fortets oprindelige bygninger eksisterer mere.:46 

## Fort McPherson
Fortet hed oprindeligt Cantonment McKean, derpå Cottonwood Springs og i starten af 1866 fik det sit blivende navn. Det var opkaldt efter general James B. McPherson.:104  Det hørte under Department of the Platte ved dettes oprettelse den 5. marts 1866. Efter at have hørt under Department of the Missouri mindre end tre uger sidst i 1871, blev det ført tilbage til Department of the Platte.:33 
Fortet kunne indkvartere fem kavalerikompagnier. Det var bygget af træ og havde bl.a. barakker, et infirmeri, stalde, kvarterer til officererne, vaskerier, en smedje samt et postkontor og en telegrafstation.:33  Adjudantens kontor rummede et uanseligt bibliotek.
Fortet måtte dagligt hente vand fra Platte River i vandvogne, skønt det havde tre brønde.:335 
I 1873 blev Fort McPherson National Cemetery indviet. Kirkegården lukkede ikke ved nedlæggelsen af fortet i 1880, og personel fra flere af de vestlige forter ligger begravet der.:46  Da der ikke længere var brug for Fort Laramie, flyttede man de jordiske rester af løjtnant Grattans 30 dræbte mænd til kirkegården her. Andre gravlagte er f.eks. pawnee spejderen Spottet Horse samt 63 sorte soldater fra det 9. og 10. kavaleriregiment.:104 

## Glimt af fortets historie
Buffalo Bill var tilknyttet fortet som spejder en overgang.:33 
Efter at lakotaer havde stjålet 111 heste fra et stort jagthold pawnees sidst i 1872, bad pawneerne forgæves tropperne i Fort McPherson om hjælp til at få de hårdt savnede ride- og pakdyr tilbage.:90 
Dele af det 5. kavaleriregiment under major E. A. Carr og 150 pawnee spejdere var startet fra Fort McPherson:319 , da de tilføjede cheyennernes dog soldiers under Tall Bull et afgørende nederlag ved Summit Springs den 11. juli 1869.:320 
To kompagnier fra Fort McPherson’s 3. kavaleriregiment tilsluttede sig general George Crooks hær under de militære kampagner mod Sitting Bull og lakotaerne i Montana i sommeren 1876.:87 